# Захарченко Микола Харитонович
Микола Харитонович Захарченко (нар. 1913, село Гирівка, тепер село Шевченкове Конотопського району Сумської області — ?) — український радянський діяч, голова виконавчого комітету Олишівської районної ради депутатів трудящих Чернігівської області. Депутат Верховної Ради УРСР 4-го скликання. 

## Біографія
Народився у родині селянина-середняка. У 1934 році закінчив Чернігівський технікум механізації та електрифікації сільського господарства.
У 1934—1940 роках — дільничний механік Бобровицької машинно-тракторної станції Чернігівської області, старший механік Кобижчанської машинно-тракторної станції Чернігівської області.
З 1940 по 1942 рік — у Червоній армії, учасник німецько-радянської війни. Служив рядовим 219-го гаубичного артилерійського полку.
У травні 1942 — квітні 1946 року — майстер цеху Горьковського автомобільного заводу імені Молотова.
Член ВКП(б) з 1945 року.
У квітні 1946 — березні 1950 року — старший механік Бобровицької машинно-тракторної станції Чернігівської області.
У березні 1950 — 1954 року — директор Олишівської машинно-тракторної станції Чернігівської області.
У 1954 — після 1958 року — голова виконавчого комітету Олишівської районної ради депутатів трудящих Чернігівської області.
У 1962—1964 роках — секретар партійного комітету Ріпкинського виробничого колгоспно-радгоспного управління Чернігівської області.
Потім — на пенсії.

## Нагороди
- орден Трудового Червоного Прапора (26.02.1958)
- орден Вітчизняної війни 2-го ст. (6.04.1985)
- медаль «За оборону Москви» (1945)
- медаль «За перемогу над Німеччиною у Великій Вітчизняній війні 1941—1945 років»
- медаль «За доблесну працю у Великій Вітчизняній війні 1941—1945 років»
- медалі